# Генади Генадиев
Генади Петров Генадиев е български общественик, дългогодишен председател на Македонско дружество „Гоце Делчев“, Варна, от възстановяването му през 1989 година.

## Биография
Генади Генадиев е роден през 1949 година във Варна, в семейството на бежанци от костурското село Чурилово. Завършва история в Силистренския институт, а след това и във Великотърновския университет. Защитава докторска дисертация в БАН през 1997 година на тема „Бежански въпрос“. Женен, с едно дете.
Членува в Македонския научен институт след възстановяването му и председателства Македонско дружество „Гоце Делчев“, Варна. Автор е на книгите „Бежанците във Варненско 1878 – 1908“ (1998) и „ВМРО: Възстановяване и развитие в края на XX век“ (2003).